# Ferdinand Staeger
Ferdinand Staeger (* 3. März 1880 in Trebitsch, Mähren, Österreich-Ungarn; † 11. September 1976 in Waldkraiburg, Bayern) war ein deutscher Maler und Grafiker. Staeger ist auch als Illustrator und Entwurfszeichner für Gobelins und Spitzendecken bekannt. Seine Ehefrau Sidonie Springer (1878–1937), die nach der Heirat auch den Familiennamen ihres Gatten trug, war ebenfalls eine Malerin und Grafikerin.

## Leben
Ferdinand Staeger besuchte in der Zeit von 1894 bis 1896 die Fachschule für Textildesign in Brünn und dann bis 1902 die Kunstgewerbeschule in Prag. Dort bezaubert ihn das alte Prag mit seiner Renaissance-Architektur, der Moldau, seinen Brücken und stillen Gassen. 1903 ging er nach Wien, kehrte aber 1904 erneut nach Prag zurück, wo er bis 1908 blieb. In seinen Frühwerken tauchen viele Ansichten aus der Umgebung von Třebíč, dem Fluss Jihlava und der Böhmisch-Mährischen Höhe auf. 1907 erhielt er einen für sein junges Alter außergewöhnlichen Auftrag, die Fresken in der Pfarrkirche St.-Thomas in Neuern im Böhmerwald zu malen. Nach Fertigstellung dieses umfangreichen Werkes übersiedelte er 1908 mit seiner Frau nach München und wurde künstlerischer Mitarbeiter der Jugendstil-Zeitschrift Jugend. Im Ersten Weltkrieg arbeitete er ab dem 23. Juni 1915 als Kriegszeichner in der Kunstgruppe des k.u.k. Kriegspressequartiers, zunächst in Polen und der Ukraine, knapp vor seiner Entlassung im Herbst 1918 auch an der italienischen Front. Nach dem Ersten Weltkrieg illustrierte er zahlreiche literarische Werke, u. a. von Eichendorff, Eduard Mörike, Adalbert Stifter, Gerhart Hauptmann und anderen.
1920 schrieb Richard Braungart in der Zeitschrift Deutsche Kunst und Dekoration unter anderem über Staeger: „Staegers Kunst in der Linienführung, seine Zeichnung und vor allem der Geist in seinen Blättern ist einzigartig… Bäume, Häuser, Wolken und Berge, Menschen und Tiere sind einander gleich, er kennt keine Unterschiede, weswegen er all das, was sich das Auge vorstellt, mit der gleichen Liebe umarmt. Tannenzweige, Eichhörnchen, Gras und Blumen, Steine und Blätter, alles nimmt der Künstler mit gleicher Wichtigkeit wahr und legt den Schwerpunkt auf Sorgfältigkeit… Staeger ist nicht immer ein Idealist wie in diesen und ihnen ähnlichen Blättern. Es wäre jedenfalls falsch, ihn einen Optimisten  zu nennen. Einige seiner Arbeiten sind schmerzlich gezeichnet vom Krieg; es ist als ob sich in ihnen der Untergang der Ideale der Hochwohlgeborenen und Heiligen spiegeln würde.“
Staeger trat zum 1. Juli 1938 der NSDAP bei (Mitgliedsnummer 6.000.294). Er blieb durch die Kunstideologie des Dritten Reiches nicht unbeeinflusst und malte in dieser Zeit einige typische NS-Gemälde, darunter Panzer am Versuchsplatz (1941) und das Ölgemälde Abwehr ostischer Einfälle (1943). NS-Ehrungen waren die Verleihung des Professorentitels zum Geburtstag des „Führers“ (1938) sowie die Goethe-Medaille für Kunst und Wissenschaft (1940). An den Großen Deutschen Kunstausstellungen im Münchner Haus der Deutschen Kunst war er zwischen 1938 und 1944 mit insgesamt 31 Werken beteiligt.
In München ausgebombt, zog er Mitte Mai 1945 nach Penzberg in Oberbayern. Sein malerischer Stil in den Jahren nach dem Zweiten Weltkrieg war ein gemäßigter Impressionismus, es entstanden aber auch Werke zu mythisch-sagenhaften, mystischen oder religiösen Themen, allegorische Darstellungen und weiterhin seine Radierungen mit so feinen und präzisen Linien, wie sie keinem anderen Künstler seiner Zeit zu Eigen waren. Staeger war ein Grafiker voll reicher Phantasie. Seine graphischen Werke kann man nicht zutreffender als Herbert Wessely mit Mystischer Realismus charakterisieren.
Nach dem Tod seiner Frau übersiedelte er 1957 nach Waldkraiburg, wo er bis zu seinem Lebensende wohnte und noch intensiv arbeitete. Dort besuchte ihn 1965 die britische Königin Elisabeth II. im Rahmen ihres Deutschlandsbesuches.
1975, ein Jahr vor Staegers Tod, würdigte Herbert Wessely Staegers Werk in seinem Buch Mystischer Realismus. Wessely kommt zum Schluss, dass Staeger zu jenen Vertretern der im Art Nouveau begründeten Münchner Malerei zu zählen sei, die in keiner Weise mit anderen Strömungen der Moderne in Berührung gekommen war.
Ferdinand Staeger war Mitglied des Deutschen Künstlerbundes.

## Werke (Auswahl)
- Graphische Mappenwerke und Buchillustrationen: Waldlegende,[8] Junge Liebe, Gedichte (Uhland, 1911), Die Meistersinger von Nürnberg(12 Bl., Kern, München, 1921), Gerhart Hauptmann-Mappe (15 Bl., Seitz, Düsseldorf, 1923), Tuti Nameh (1921), Mozart auf der Reise nach Prag (Mörike, 1919), Das Stuttgarter Hutzelmännlein (Mörike, 1920), Die Narrenburg (Stifter, 1919), Bunte Steine (Stifter, 1920), Der Regenbogen (Ginzkey, 1924), Sonnenmärchen (Karola Bassermann, 1920), Märchen aus 1001 Nacht(1919), Deutsche Gedichte in Schattenbildern (1908), Glückliches Wandern (1930), Illustrationen in der Jugend und zahlreiche Exlibris.
- Gemälde: Bauer mit Schubkarren (Öl-Leinwand, München, Neue Pinakothek), Schwarzer See (Öl-Leinwand, München, Städtische Galerie Lenbachhaus), SS-Wache (Öl-Leinwand), Wir sind die Werksoldaten (Öl-Leinwand), Der Polenfeldzug (Öl-Leinwand), Politische Front (Öl-Leinwand), Kampf der Zentauren (Öl-Leinwand, Privatsammlung), Zerstörtes Schwabing (Öl-Leinwand, Privatsammlung München), Anny Staeger (Öl-Leinwand, Privatsammlung), Der Schlüssel (Öl-Leinwand, Privatsammlung), Pflügender Bauer (Aquarell, Privatsammlung), Prag (Aquarell, Privatsammlung), Sic transit gloria mundi (Aquarell), Adam und Eva (Aquarell), Wintersnot (Aquarell, Privatsammlung München), Grasender Pegasus (Aquarell). Hier nicht erwähnt sind die zahlreichen Werke, die in den Depots des Stadtmuseums Waldkraiburg liegen.
- Fresken: Pfarrkirche St.-Thomas, Neuern in Böhmen
- Gobelin: Liebesfrühling

## Sammlungen
- Stadtmuseum Waldkraiburg
- Neue Pinakothek München
- Städtische Galerie im Lenbachhaus
- Heeresgeschichtliches Museum, Wien
- Albertina (Wien)
- Staatliche Graphische Sammlung München

## Ausstellungen
- 1920 München, Glaspalast München
- 1927 München, Graphische Sammlung München
- Karlsruhe
- Würzburg
- Wien
- Paris
- Barcelona
- 1933 Brünn
- 1934 Prag
- 1974 Waldkraiburg
- 1992 Auktion über den Nachlass von Staeger in der Sammlung seiner Schwester Anny Staeger bei K&K Ekkehard Kettner in München
- 1992 Verkaufsausstellung „Das Graphische Werk Staegers“ bei K&K Ekkehard Kettner in München
- 2005 Waldkraiburg, Stadtmuseum, „Ferdinand Staeger zum 125. Geburtstag“.